# Osiedle Młodych (Katowice)
Osiedle Młodych – osiedle mieszkaniowe w Katowicach, położone na obszarze dzielnicy Piotrowice-Ochojec, w pobliżu stacji kolejowej Katowice Piotrowice. 
Zostało one wybudowane na początku lat 60. XX wieku. Zabudowa osiedla składa się z bliźniaczych domków jednorodzinnych. Ulice osiedla Młodych noszą nazwy leśnych roślin. Są to ulice: Poziomkowa, Jeżynowa, Widłaków, Borówkowa, Paproci, Skrzypów i Malinowa. Osiedle sąsiaduje z Miejskim Ośrodkiem Sportu i Rekreacji Kąpielisko Zadole. Udział powierzchni zabudowanej w powierzchni terenu osiedla wynosi 23%, wskaźnik intensywności zabudowy (netto) – 0,44 WIZ, średnia ważona liczby kondygnacji to 1,91.